# Ministerium für Bildung und Wissenschaft (Polen)

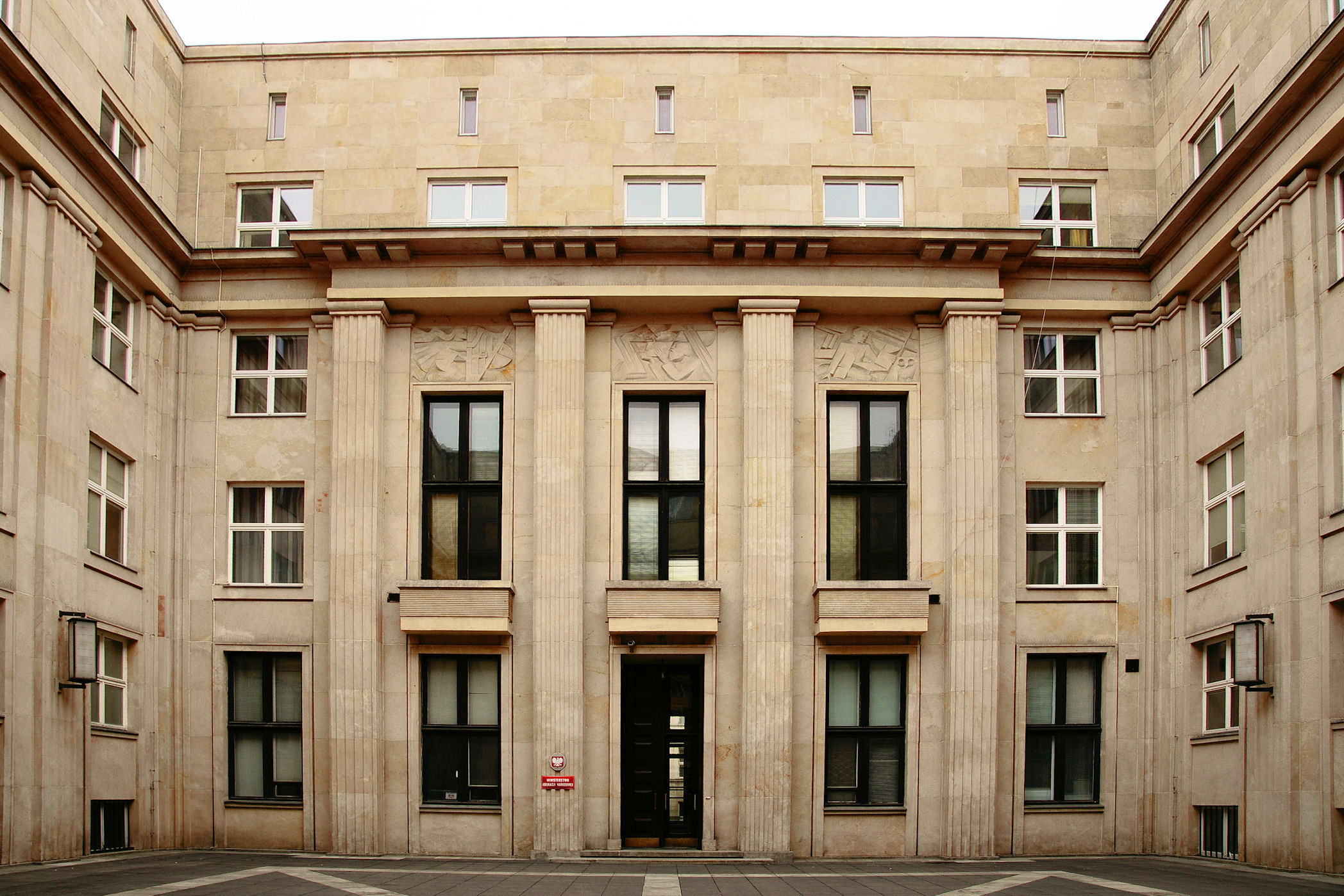
Innenhof des Ministeriums

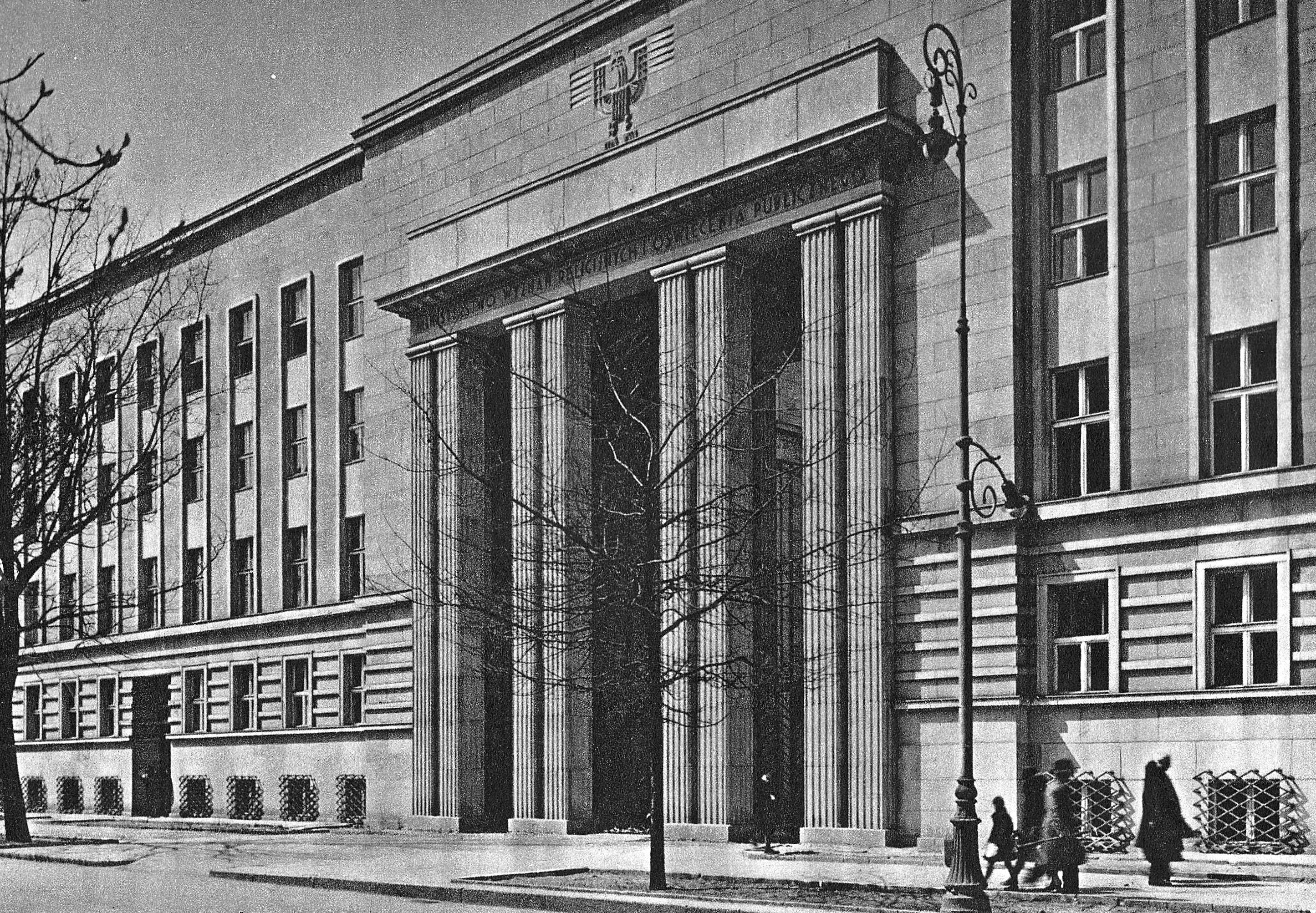
Ministerium 1939

Das polnische Ministerium für Bildung und Wissenschaft (Ministerstwo Edukacji i Nauki, MEiN) war bis Dezember 2023 ein Ressort in der polnischen Regierung. Im Januar 2021 war es wieder zusammengeführt worden aus dem Ministerium für Nationale Bildung (Ministerstwo Edukacji Narodowej) und dem Ministerium für Wissenschaft und höhere Bildung (Ministerstwo Nauki i Szkolnictwa Wyższego), die seit 2006 getrennt geführt worden waren. Daneben gibt es noch ein Ministerium für Kultur und nationales Erbe.
Im Jahr 1944 entstand es anstelle des Ministeriums für religiöse Konfessionen und öffentliche Bildung (Ministerstwo Wyznań Religijnych i Oświecenia Publicznego) aus der Vorkriegszeit (1918–1939). Der letzte Minister 1935–1939 war Wojciech Świętosławski.
Der Sitz des Ministeriums ist das Gebäude des ehemaligen Ministeriums, gebaut in den Jahren 1925–1930 in Warschau an der ul. Wspólna 1/3 im Stil des reduzierten Klassizismus.
Von 1947 bis 1989 kamen die Bildungsminister von der kommunistischen PZPR, seit September 1989 führte es ein Vertreter der Solidarnosc, der den Religionsunterricht einführte. Nach vielen Wechseln lag das Ministerium seit 2015 bis Ende 2023 in den Händen der PIS mit einem kirchlich-konservativen Programm. Nun amtiert die Feministin Barbara Nowacka als Bildungsministerin.

## Liste der Minister
| Nr.                                         | Name                                                         | Partei                                | Beginn der Amtszeit     | Ende der Amtszeit       |
| Ministerium für Bildung                     | Ministerium für Bildung                                      | Ministerium für Bildung               | Ministerium für Bildung | Ministerium für Bildung |
| ------------------------------------------- | ------------------------------------------------------------ | ------------------------------------- | ----------------------- | ----------------------- |
| 1                                           | Stanisław Skrzeszewski                                       | PPR                                   | 31. Dezember 1944       | 28. Juni 1945           |
| 2                                           | Czesław Wycech                                               | PSL                                   | 28. Juni 1945           | 5. Februar 1947         |
| 3                                           | Stanisław Skrzeszewski                                       | PZPR                                  | Februar 1947            | 7. Juli 1950            |
| 4                                           | Witold Jarosiński                                            | PZPR                                  | 7. Juli 1950            | 4. August 1956          |
| 5                                           | Feliks Baranowski                                            | PZPR                                  | 11. September 1956      | 13. November 1956       |
| 6                                           | Władysław Bieńkowski                                         | PZPR                                  | 13. November 1956       | 27. Oktober 1959        |
| 7                                           | Wacław Tułodziecki                                           | PZPR                                  | 27. Oktober 1959        | 11. November 1966       |
| Ministerium für Bildung und Höhere Bildung  |                                                              |                                       |                         |                         |
| 8                                           | Henryk Jabłoński                                             | PZPR                                  | 11. November 1966       | 28. März 1972           |
| Ministerium für Bildung und Erziehung       |                                                              |                                       |                         |                         |
| 9                                           | Jerzy Kuberski                                               | PZPR                                  | 29. März 1972           | 8. Februar 1979         |
| 10                                          | Józef Tejchma                                                | PZPR                                  | 8. Februar 1979         | 2. April 1980           |
| 11                                          | Krzysztfür Kruszewsk                                         | PZPR                                  | 3. April 1980           | 12. Februar 1981        |
| 12                                          | Bolesław Faron                                               | PZPR                                  | 12. Februar 1981        | 6. November 1985        |
| 13                                          | Joanna Michałowska-Gumowska                                  | PZPR                                  | 12. November 1985       | 23. Oktober 1987        |
| Ministerium für Nationale Bildung           |                                                              |                                       |                         |                         |
| 14                                          | Henryk Bednarski                                             | PZPR                                  | 23. Oktober 1987        | 14. Oktober 1988        |
| 15                                          | Jacek Fisiak                                                 | PZPR                                  | 14. Oktober 1988        | 1. August 1989          |
| 16                                          | Henryk Samsonowicz                                           | NSZZ Solidarność                      | 12. September 1989      | 14. Dezember 1990       |
| 17                                          | Robert Głębocki                                              | KLD                                   | 12. Januar 1991         | 5. Dezember 1991        |
| 18                                          | Andrzej Stelmachowski                                        | parteilos                             | 23. Dezember 1991       | 5. Juni 1992            |
| 19                                          | Zdobysław Flisowski                                          | parteilos                             | 11. Juli 1992           | 26. Oktober 1993        |
| 20                                          | Aleksander Łuczak                                            | PSL                                   | 26. Oktober 1993        | 1. März 1995            |
| 21                                          | Ryszard Czarny                                               | SdRP                                  | 4. März 1995            | 26. Januar 1996         |
| 22                                          | Jerzy Wiatr                                                  | SdRP                                  | 15. Februar 1996        | 17. Oktober 1997        |
| 23                                          | Mirosław Handke                                              | Akcja Wyborcza Solidarność            | 31. Oktober 1997        | 20. Juli 2000           |
| 24                                          | Edmund Wittbrodt                                             | Akcja Wyborcza Solidarność            | 20. Juli 2000           | 19. Oktober 2001        |
| Ministerium für Nationale Bildung und Sport |                                                              |                                       |                         |                         |
| 25                                          | Krystyna Łybacka                                             | SLD                                   | 19. Oktober 2001        | 2. Mai 2004             |
| 26                                          | Mirosław Sawicki                                             | parteilos                             | 2. Mai 2004             | 1. September 2005       |
| Ministerium für Nationale Bildung           |                                                              |                                       |                         |                         |
| 26                                          | Mirosław Sawicki                                             | parteilos                             | 1. September 2005       | 31. Oktober 2005        |
| Ministerium für Bildung und Wissenschaft    |                                                              |                                       |                         |                         |
| 27                                          | Michał Seweryński                                            | PiS                                   | 31. Oktober 2005        | 5. Mai 2006             |
| Ministerium für Nationale Bildung           |                                                              |                                       |                         |                         |
| 28                                          | Roman Giertych                                               | LPR                                   | 5. Mai 2006             | 13. August 2007         |
| 29                                          | Ryszard Legutko                                              | parteilos                             | 13. August 2007         | 16. November 2007       |
| 30                                          | Katarzyna Hall                                               | parteilos                             | 16. November 2007       | 18. November 2011       |
| 31                                          | Krystyna Szumilas                                            | PO                                    | 18. November 2011       | 27. November 2013       |
| 32                                          | Joanna Kluzik-Rostkowska                                     | PO                                    | 27. November 2013       | 16. November 2015       |
| 33                                          | Anna Zalewska                                                | PiS                                   | 16. November 2015       | 4. Juni 2019            |
| 34                                          | Dariusz Piontkowski                                          | PiS                                   | 4. Juni 2019            | 19. Oktober 2020        |
| 35                                          | Przemysław Czarnek                                           | PiS                                   | 19. Oktober 2020        | 1. Januar 2021          |
| Ministerium für Bildung und Wissenschaft    |                                                              |                                       |                         |                         |
| 35                                          | Przemysław Czarnek                                           | PiS                                   | 1. Januar 2021          | 27. November 2023       |
| 36                                          | Krzysztof Szczucki                                           | PiS                                   | 27. November 2023       | 13. Dezember 2023       |
| Ministerium für Bildung                     |                                                              |                                       |                         |                         |
| 37                                          | Barbara Nowacka (Bildung) + Dariusz Wieczorek (Wissenschaft) | iPL (Bildung) + Lewica (Wissenschaft) | 13. Dezember 2023       |                         |

## Einzelbelege
1. ↑  Rozporządzenie Rady Ministrów z dnia 17 grudnia 2020 r. w sprawie utworzenia Ministerstwa Edukacji i Nauki oraz zniesienia Ministerstwa Edukacji Narodowej i Ministerstwa Nauki i Szkolnictwa Wyższego. Abgerufen am 3. September 2023.
2. ↑  Rozporządzenie Rady Ministrów z dnia 5 maja 2006 r. w sprawie utworzenia Ministerstwa Edukacji Narodowej oraz zniesienia Ministerstwa Edukacji i Nauki. Abgerufen am 3. September 2023.
3. ↑  Ministerstwo Edukacja i Nauka. Abgerufen am 13. Dezember 2023 (polnisch).

Koordinaten: 52° 13′ 40,8″ N, 21° 1′ 12,8″ O